# Пясик, Евгений Михайлович
Евгений Михайлович Пясик (род. 9 ноября 1993 года) — российский горнолыжник, победитель этапов Кубка Азии и Кубка России, двукратный призёр зимней Универсиады (2017). Мастер спорта России.

## Карьера
На внутренних соревнованиях представляет Москву. Тренируется у Дмитрия Викторовича Приходченко в РГШ «Столица» г. Москвы. Входит в расширенный состав сборной России.
Становился победителем этапов Кубка России (Абзаково, декабрь 2015 — дважды), победителем этапов Кубка Азии, призёром открытого Кубка Южной Америки и других международных соревнований.
В общем зачёте Кубка России 2015/16 занял 18-е место с 444 очками, а в зачёте по слалому-гиганту занял третье место (220 очков).
На зимней Универсиаде 2017 года стал серебряным призёром в супергиганте и бронзовым призёром в параллельной командной гонке.
Завершил карьеру весной 2019 года.
Учится в Российском государственном университете физической культуры, спорта, молодежи и туризма.

### Победитель и призёр нескольких этапов FIS
Сочи (23.02.2015) — супергигант 

 Абзаково (2.12.2015) — гигантский слалом 

 Абзаково (3.12.2015) — гигантский слалом 

 Абзаково (4.12.2015) — слалом 

 Миасс (22.12.2015) — слалом 

 Райтеральм (22.12.2015) — слалом 